# Hagestein
Hagestein je vas in nekdanje mesto v občini Vijfheerenlanden, Utrecht, Nizozemska, ob reki Lek, približno 2 km vzhodno od Vianena. Leta 1382 je dobilo mestne pravice. Hagestein je leta 1405 uničil holandski grof in knezo-škof Utrechta.
Hagestein je bil ločena občina med letoma 1818 in 1986, ko se je združil z Vianenom. Do leta 2002 je bil del province Južna Holandija . 

## Zgodovina
Prvič se omenja leta 1228 kot Gaspewerde, kar pomeni dežela ob reki Gaasp. Leta 1274 je bil znan kot Hagesteine, kar pomeni "ograjen teren okoli kamnite zgradbe". Hagestein se je razvil ob reki Lek. Okoli leta 1250 je bil zgrajen grad Hagestein. Leta 1382 je od Otona Arkelskega dobil mestne pravice. Sosednji Vianen se je zaradi novega mesta počutil ogroženega in leta 1405 sta Hagestein zavzela holandski grof in knezo-škof Utrechta, ki je uničil celotno naselje. Holandija je bila hvaležna Utrechtu za pomoč in je Hagestein podelila knezo-škofu.
Hagestein se je ponovno pojavil kot majhna vas brez utrdb. Nizozemska reformirana cerkev ima elemente iz 13. stoletja. Okoli leta 1600 je pogorela, med letoma 1829 in 1830 pa je bila predelana  Leta 1546 so v Hagesteinu zgradili nov manjši grad, ki pa so ga leta 1855 porušili. Leta 1821 je bila vas priključena deželi Južni Holandiji. Leta 1840 je bilo v Hagesteinu 655 prebivalcev. Leta 2002 pa je bil ponovno priključen deželi Utrecht.